# Lucas Rey
Lucas Rey (San Fernando, 11 de octubre de 1982) es un exjugador y entrenador argentino de hockey sobre césped. 
Fue integrante de la Selección nacional hasta su retiro en julio de 2017.
Se formó en el Club San Fernando con el que fue campeón metropolitano en 2003 y 2006. En 2013, comenzó a jugar para el club Jaypee Punjab Warriors de la India.
El 20 de agosto de 2024, la Confederación Argentina de Hockey anunció a Lucas como el director técnico de la Selección nacional masculina.

## Carrera deportiva
Lucas Rey se formó en las categorías inferiores del Club San Fernando. En 2000 comenzó a jugar en mayores en su club y en 2002, con 20 años, debutó en la Selección argentina.
- 2003: integró el equipo que fue campeón sudamericano en Chile.[4] Ese mismo año, fue campeón nacional por primera vez con el Club San Fernando y quinto en el Champions Trophy con la Selección nacional.
- 2004: fue seleccionado para integrar el equipo que clasificó a los Juegos Olímpicos de Atenas 2004 donde finalizó en la 11.ª posición.
- 2005: integró la Selección juvenil argentina que fue campeona panamericana en Cuba y campeona mundial en Róterdam, primer título mundial de una Selección masculina de hockey.[5]
- 2007: campeón del Champions Challenge. Medalla de plata en los Juegos Panamericanos.
- 2011: medalla de oro en los Juegos Panamericanos de 2011.
- 2014: medalla de bronce en el Campeonato Mundial.
- 2016: medalla de oro en los Juegos Olímpicos de Río de Janeiro 2016.